# Schloss Tüngeda

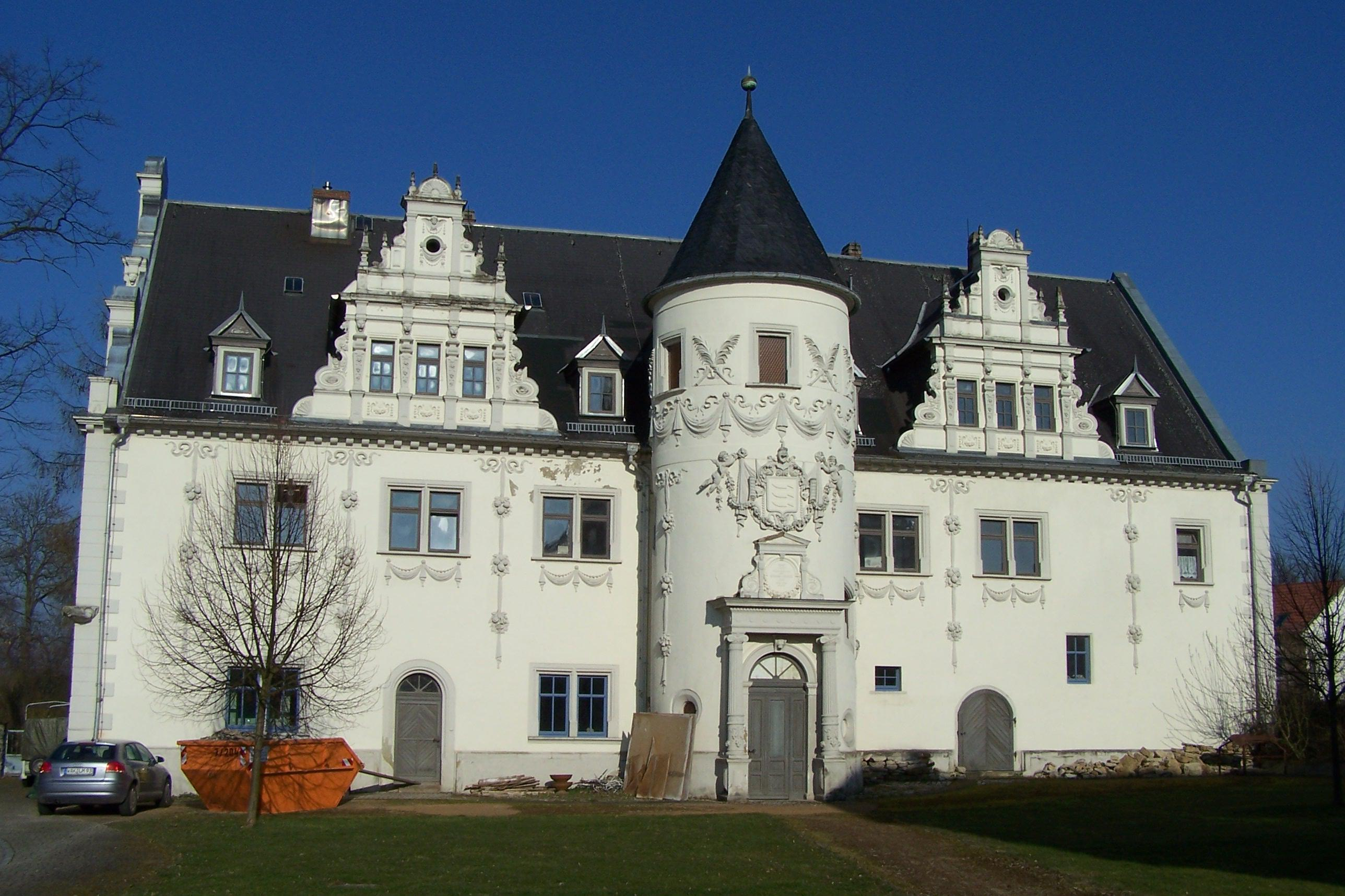
Schloss Tüngeda

Das Schloss Tüngeda steht im Ortsteil Tüngeda der Gemeinde Hörselberg-Hainich im Wartburgkreis in Thüringen.

## Geschichte
Ab 1321 gehörte ein Teil von Tüngeda als Lehen des Stifts Fulda zum Besitz der Herren von Wangenheim aus der benachbarten Burg Wangenheim. Den anderen Teil besaßen die Herren von Erffa aus dem ebenfalls benachbarten Erffa (heute Friedrichswerth); er kam erst 1580 an die Wangenheimer. Das Schloss Tüngeda wurde 1582 gebaut. Hartmann von Wangenheim war der Bauherr. Ab 1640 gehörte Tüngeda als Teil des Wangenheimschen Gerichts zum Herzogtum Sachsen-Gotha, ab 1672 zu Sachsen-Gotha-Altenburg. Im Dreißigjährigen Krieg wurde das Schloss erheblich beschädigt und der Verfall schritt anschließend fort. 1743 gelangte das Obergut in Tüngeda an die Herren von Uechtritz (Fugaische Linie). 1771 erwarben diese auch das Untergut. 1881 erwarb Hermann von Krosigk das Gut und gestaltete das Schloss im Stil der Neorenaissance um. 

## Enteignung und Wende
1945 wurde kurz nach Kriegsende der damalige Besitzer enteignet. 1951 erhielt die Gemeinde das Gebäude. 1991 und 2000 konnten umfangreiche Sanierungsmaßnahmen durchgeführt werden. Das Schloss befand sich wieder in Privateigentum bis im Frühjahr 2015, als es zum Heimfall des Erbbaurechts kam. Neben dem Schloss sind auch Parkanlage und Kirche sehenswert.